# 檀超
檀超（？—？），字悅祖，高平郡金鄉縣人。
早年為南徐州西曹書佐，与別駕蕭惠開不合，說“我與卿俱起一老姥，何足相誇？”後來兩人成為刎颈之交。嗜酒，好談詠，放诞任气，檀超读了江淹的诗文后，很景仰，特地请江淹到家中做客。自比晉代郗超，自稱“高平有二超，覺我為優。”升遷为殿中郎，兼中书郎，零陵内史。後來擔任國子博士兼左丞。齐高帝萧道成很欣赏他，建元二年，齐始设置史官，命檀超與江淹等編集國史，立十〈志〉，《律历》、《礼乐》、《天文》、《五行》、《郊祀》、《刑法》、《艺文》依《漢書》體例，日食改入《天文志》。约卒于齐高帝建元年間以後。

## 延伸阅读
[在维基数据编辑]
 《南齊書·卷52》，出自萧子显《南齊書》